# Сафоновка (Атырауская область)
Сафо́новка (каз. Сафон) — село в Курмангазинском районе Атырауской области Казахстана. Административный центр и единственный населённый пункт Сафоновского сельского округа. Находится примерно в 29 км к западу от села Курмангазы. Код КАТО — 234665100.
Село находится в 15км от Пограничного перехода Курмангазы и 90 км от Астрахани

## Население
В 1999 году население села составляло 1734 человека (848 мужчин и 886 женщин). По данным переписи 2009 года в селе проживал 1771 человек (881 мужчина и 890 женщин).